# 青山俊行
青山 俊行（あおやま としゆき、1954年 <昭和29年> - 2019年 <平成31年> 4月5日）は、日本の国土交通技官。東北地方整備局長、北海道局長を歴任。位階は従四位。瑞宝中綬章受章。

## 経歴
福島県生まれ。1977年 東京工業大学卒業。建設省入省、同省河川局治水課長補佐、1992年 (平成4年) 4月 近畿地方建設局 (現・近畿地方整備局) 和歌山工事事務所長、国土開発技術研究センター調査第1部次長、同省河川局防災・海岸課海洋開発官、1999年10月 同局開発課開発調整官、同局治水課事業監理室長、2002年7月 関東地方整備局河川部長、千葉県県土整備部長、国土交通省河川局治水課長、情報化施工推進会議委員、2009年7月 岡田光彦の後任として東北地方整備局長、社団法人地盤工学会東北支部顧問、2011年1月 同職を徳山日出男と交代し関克己の後任として北海道局長、2012年9月 高松泰を後任として退官。2019年4月 死去。

## 栄典
- 死没日付をもって従四位に叙され、瑞宝中綬章を追贈された[2]。